# 北盧普鎮區 (內布拉斯加州瓦利縣)
北盧普鎮區（英語：North Loup Township）是位於美國內布拉斯加州瓦利縣的一個行政鎮區。

## 地方資料
北盧普鎮區的面積為105.73平方千米，當中陸地面積為103.56平方千米，而水域面積為2.17平方千米。根據2020年美國人口普查的數據，當地共有人口385人，而人口密度為每平方千米3.64人。